# Fiordland
Fiordland (del maorí: Te Rua-o-te-Moko) es una región geográfica de Nueva Zelanda que se encuentra en la esquina sur-occidental de la isla del Sur, que comprende el tercio más occidental de Southland. La mayoría de Fiordland está dominado por las empinadas laderas de los picos nevados de los Alpes del Sur, lagos profundos y sus valles escarpados inundados por el mar. De hecho, el nombre de "Fiordland" viene de una variante ortográfica de la palabra escandinava para este tipo de valle escarpado, fiordo.
Según la mitología el semidiós Tu-te-raki-whanoa talló los fiordos de la roca usando su anzuelo, perfeccionando su técnica a medida que avanzaba de sur a norte, con el último fiordo, Piopiotahi (Milford Sound) siendo su mayor logro. 
Fiordland cuenta con un número de fiordos, de los cuales Milford Sound es el más famoso, aunque Doubtful Sound es aún más grande y tiene más ramas (pero también es menos accesible). Situado en Fiordland está la cascada Sutherland, que se encuentra entre las cataratas más altas del mundo y tercera de Nueva Zelanda. Los lagos más profundos son el Hauroko, el Manapouri y el Te Anau. Esta parte de Nueva Zelanda tiene un clima muy húmedo, que recibe 6300 mm de lluvia al año. Su valor natural la llevaron a clasificarlo como Parque nacional de Fiordland en 1990.
El área ha sido clasificada como la ecorregión de los bosques templados, con una variedad de hábitats y debido a su aislamiento, un gran número de plantas endémicas donde gran parte está muy cubierta de bosques, excepto en lugares donde las exposiciones a rocas superficiales son extensas. Sus hábitats naturales son casi completamente vírgenes. Las hayas de Nothofagus son dominantes en muchos lugares, la haya plateada (Nothofagus menziesii) en los fiordos y la haya roja (Nothofagus fusca) en los valles del interior y en el sotobosque en cambio hay una gran variedad de arbustos y helechos, que incluyen el helecho corona (Blechnum discolor).